# Alda Neves da Graça do Espírito Santo
Alda Neves da Graça do Espírito Santo (Chácara, São Tomé, 30 d'abril de 1926 – Luanda, Angola, 9 de març de 2010), coneguda també com a Alda do Espírito Santo, va ser una política de São Tomé i Príncipe i poetessa en portuguès.
El 1953 va escriure el poema Trinidade en honor dels caiguda en la massacre de Batepá. Militant del MLSTP, fou ministra d'educació i cultura en el govern de transició cap a la independència de São Tomé i Príncipe. Un cop el país es va independitzar fou ministra d'informació i cultura, presidenta de l'Assemblea Nacional i secretària de la Unió Nacional d'Escriptors i Artistes de São Tomé and Príncipe. Va morir a un hospital de Luanda, on havia estat traslladada a causa de la seva mala salut.
Com a escriptora se la considera un referent de la poesia portuguesa al seu país. És força coneguda per haver estat autora de la lletra de l'himne nacional "Independência total". També és autora dels poemaris O Jogral das Ilhas, de 1976, i É nosso o solo sagrado da terra, de 1978.